# Stranka europskih socijalista

Stranka europskih socijalista (eng. Party of European Socialists, njem. Sozialdemokratische Partei Europas, franc. Parti socialiste européen, kratica PES) druga je najveća transnacionalna europska politička stranka lijevoga centra. Ona okuplja socijalističke, socijaldemokratske, i radničke stranke u Europi, a posebno u Europskoj uniji.

## Osnovni podaci
Osnovana je 10. studenoga 1992. u Den Haagu i ima svoje sjedište u Bruxellesu. Ona je proizašla iz stranke Saveza socijalističkih stranaka Europske zajednice osnovane 1974.
PES se sastoji od političkih stranaka na nacionalnom nivou iz svih država članica Europske unije (EU) i Norveške. Uključuje vodeće stranke lijevoga centra na nacionalnom nivou, kao što su Demokratska stranka Italije, Laburistička stranka Britanije, Socijalistička stranka Francuske, Socijaldemokratska stranka Njemačke i Španjolska socijalistička radnička stranka. Stranke iz brojnih drugih europskih zemalja se također primaju u PES kao pridružene stranke ili promatrači. Većina članova, suradnika i promatrača su članice šire Progresivne alijanse ili Socijalističke internacionale. Socijaldemokratska partija Hrvatske (SDP) članica je Stranke europskih socijalista.
PES vodi trenutačni predsjednik Stefan Löfven, bivši premijer Švedske, koji dolazi iz Švedske socijaldemokratske stranke.

## PES u Europskom parlamentu
U Europskom parlamentu u Strasbourgu PES ima svoj klub zastupnika pod nazivom Progresivna alijansa socijalista i demokrata i trenutačno broji 190 zastupnika. PES takođe djeluje u Odboru regija i Europskom vijeću.

## Podmladak
Politički podmladak zove se Mladi europski socijalisti (Young European Socialists, kratica: ECOSY).

## Program za Europu
- poticaj gospodarstva i sprječavanje financijske krize;
- nova socijalna Europa — da se ljudima omogući posao;
- pretvaranje Europe u vodeću svjetsku silu koja se bori protiv klimatskih promijena;
- promoviranje ravnopravnosti spolova u Europi;
- razvijanje efikasne europske politike o migraciji;
- povećanje uloge Europe kao partnera za mir, sigurnost i razvoj.

## Nazivi
Osim verzije na hrvatskom, sljedeći nazivi su službeni i koriste se na odgovarajućim jezicima:
- Albanski: Partia e Socialistëve Europianë
- Bosanski: Stranka evropskih socijalista
- Bugarski: Партия на европейските социалисти
- Češki: Strana evropských socialistů
- Danski: De Europæiske Socialdemokrater
- Engleski: Party of European Socialists
- Estonski: Euroopa Sotsialistlik Partei
- Finski: Euroopan sosialidemokraattinen puolue
- Francuski: Parti socialiste européen
- Grčki: Ευρωπαϊκό Σοσιαλιστικό Κόμμα, Eurōpaïko Sosialistiko Komma
- Irski: Páirtí na Sóisialaithe Eorpach
- Islandski: Flokkur evrópskra sósíalista
- Italiski: Partito del Socialismo Europeo
- Letonski: Eiropas Sociāldemokrātiskā partija
- Litavski: Europos socialistų partija
- Luksemburški: Partei vun den Europäesche Sozialisten
- Mađarski: Európai Szocialisták Pártja
- Makedonski: Партија на европските социјалисти
- Malteški: Partit tas-Soċjalisti Ewropej
- Nizozemski: Partij van Europese Socialisten
- Norveški: Det europeiske sosialdemokratiske partiet
- Njemački: Sozialdemokratische Partei Europas
- Poljski: Partia Europejskich Socjalistów
- Portugalski: Partido Socialista Europeu
- Rumunjski: Partidul Socialiștilor Europeni
- Slovački: Strana európskych socialistov
- Slovenski: Stranka evropskih socialistov
- Srpski: Партија европских социјалиста
- Španjolski: Partido Socialista Europeo
- Švedski: Europeiska socialdemokratiska partiet
- Turski: Avrupa Sosyalistler Partisi

## Vanjske poveznice
Party of European Socialists službene stranice